# 牛魔王
牛魔王（ぎゅうまおう）は、中国の雑劇の元曲『二郎神醉射鎖魔鏡』や四大奇書『西遊記』に登場する魔王。号は平天大聖（へいてんたいせい）、大力王（たいりきおう）、後に仏教勢力に帰依し「大力王菩薩」とも称される。複数と言う別称を持つ。

## 二郎神醉射鎖魔鏡
雑劇二郎神醉射鎖魔鏡では、九首牛魔羅王（牛魔王）といい顕聖二郎真君、哪吒太子とのエピソードに登場する。

## 西遊記

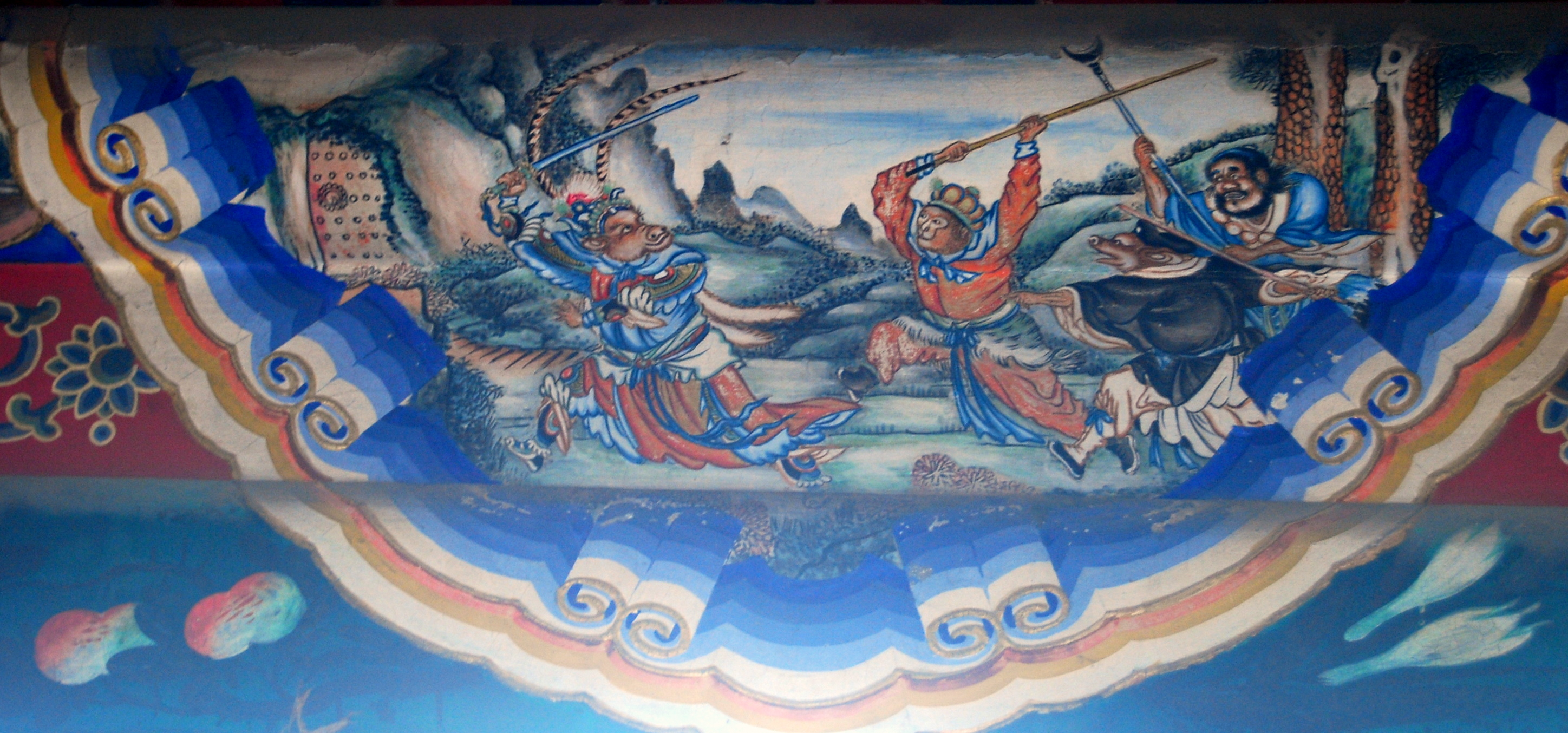
悟空たちと戦う牛魔王

中国古典小説『西遊記』に登場する最強の妖王の一角であり、孫悟空と互角に戦える実力を持つ。西遊記では、第一夫人は翠雲山の羅刹女（鉄扇公主）、積雪山の玉面公主（万年狐王の娘）が第二夫人。主人公の孫悟空（美猴王 / 斉天大聖）とかつては義兄弟の仲で、長兄として天界に歯向かったが、のちに三蔵法師の弟子となった孫悟空に息子の紅孩児を観音菩薩の弟子にされ、猪八戒に玉面公主を殺され、芭蕉扇を巡って孫悟空と哪吒太子をはじめとする天界の将と戦った。孫悟空と互角の戦闘力を有し、天界・仏界・冥界の三界連合軍による包囲作戦で初めて鎮圧された。その実力は「西遊記最強の妖」の候補と評される。孫悟空と義兄弟時、平天大聖と自称していた。
真の姿は本相（正体）は体長1,000丈（3,330m）、体高800丈（2,666m）の白牛。
彼の弟である如意真仙という妖仙が西梁女国にいる。
武器は混鉄棍、外出時には避水金晶獣に乗る。
孫悟空や二郎真君と同様に七十二変の変身術を会得。ただし身のこなしは孫悟空より鈍重とされ、「機敏さに欠ける」と評される。主に戦闘時の幻惑や三災回避（天災・雷災・火災からの延命）に使用。三昧真火紅孩児に伝授。